# Biblioteca universitaria di Copenaghen
La Biblioteca universitaria di Copenaghen (in danese: Københavns Universitetsbibliotek) si trova a Copenaghen, è la principale biblioteca di ricerca dell'Università di Copenaghen. Fondata nel 1582, è la biblioteca più antica della Danimarca.
Il vecchio edificio della biblioteca principale si trova a Fiolstræde, nel centro di Copenaghen. È stato progettato da Johan Daniel Herholdt ed è stato completato nel 1861. Una seconda biblioteca, nota come Biblioteca dell'Università di Copenaghen Nord (55.6971 ° N 12.5608 ° E), si trova a Nørre Allé ed è la biblioteca di scienze naturali e medicina.